# Sveriges rikes lag

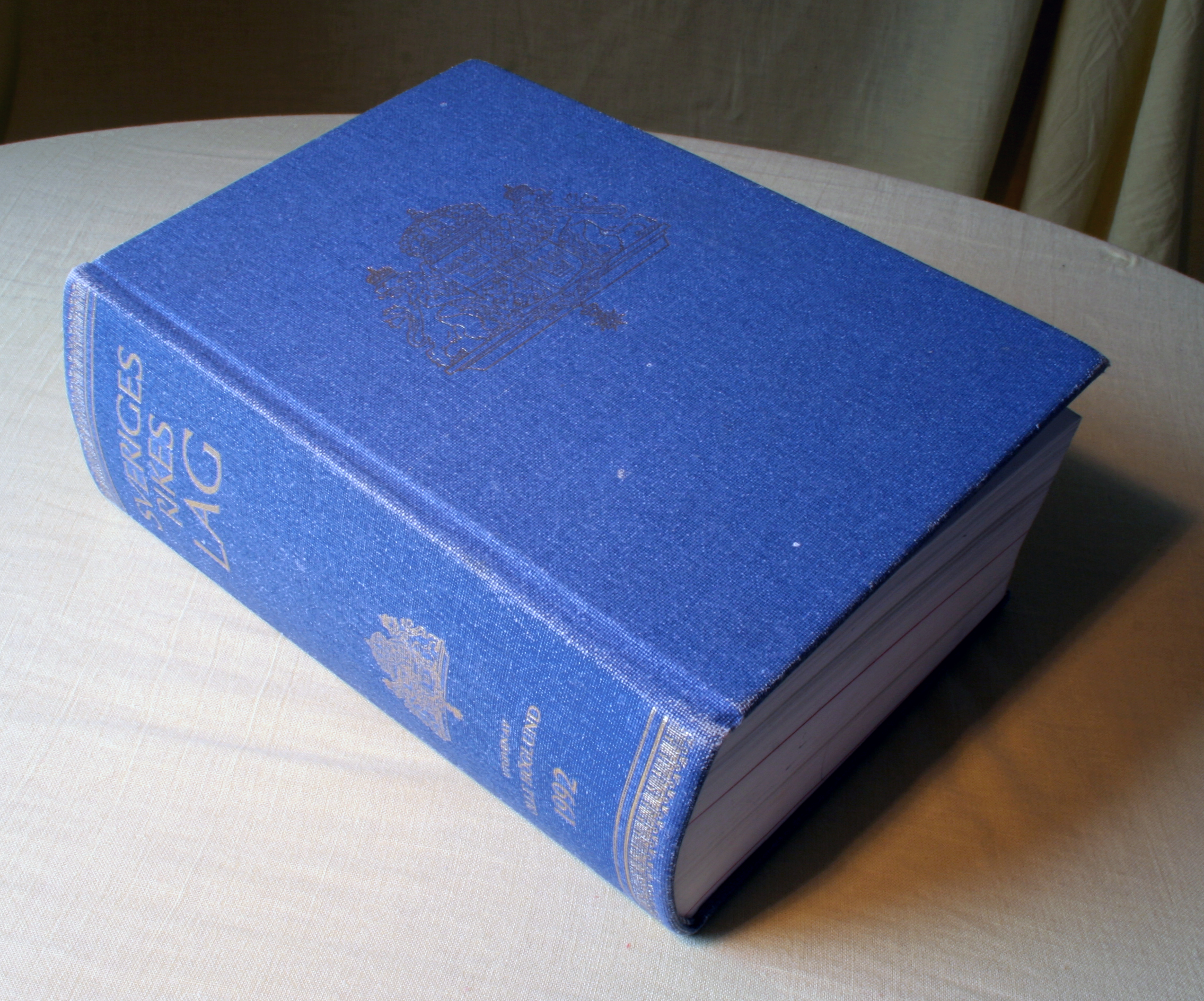
Eine Ausgabe von 1992

Das Gesetz des Schwedischen Reiches (schwedisch Sveriges Rikes Lag) ist ein schwedisches Gesetzbuch, das jährlich vom Verlag Norstedts Juridik herausgegeben wird.
Das Gesetzbuch enthält eine Auswahl an Gesetzen und Verordnungen der Svensk författningssamling, welche als wichtig für das allgemeine Interesse erachtet werden. Als Herausgeber ist stets ein pensioniertes Mitglied des Obersten Gerichtshofes verantwortlich; seit 2011 ist dies Johan Munck. In seiner heutigen Form wird das Gesetzbuch seit 1861 herausgegeben. Jedoch gab bereits 1736 der damalige Reichshistoriograf Jacob Wilde ein Exemplar mit demselben Titel heraus, nachdem der Schwedische Reichstag dies 1734 in Auftrag gegeben hatte.